# Ligne Oga
La ligne Oga (男鹿線, Oga-sen) est une ligne ferroviaire exploitée par la East Japan Railway Company (JR East), dans la préfecture d'Akita au Japon. Elle relie la gare d'Oiwake à celle d'Oga.

## Histoire
La ligne a été ouverte par étapes entre 1913 et 1916.

## Caractéristiques

### Ligne
- Longueur : 26,6 km
- Ecartement : 1 067 mm
- Nombre de voies : voie unique

### Tracé
|  |

### Services et interconnexion
La ligne est parcourue par des trains omnibus. A Oiwake, les trains continuent sur la ligne principale Ōu jusqu'à la gare d'Akita.

### Liste des gares
| Gare       | Nom japonais | Distance depuis Oiwake (km) | Correspondances               | Localisation |
| ---------- | ------------ | --------------------------- | ----------------------------- | ------------ |
| Oiwake     | 追分         | 0                           | JR East : Ōu (interconnexion) | Akita        |
| Detohama   | 出戸浜       | 5,1                         |                               | Katagami     |
| Kamifutada | 上二田       | 8,3                         |                               | Katagami     |
| Futada     | 二田         | 10,4                        |                               | Katagami     |
| Tennō (ja) | 天王         | 13,2                        |                               | Katagami     |
| Funakoshi  | 船越         | 14,9                        |                               | Oga          |
| Wakimoto   | 脇本         | 18,9                        |                               | Oga          |
| Hadachi    | 羽立         | 23,7                        |                               | Oga          |
| Oga        | 男鹿         | 26,6                        |                               | Oga          |

## Matériel roulant

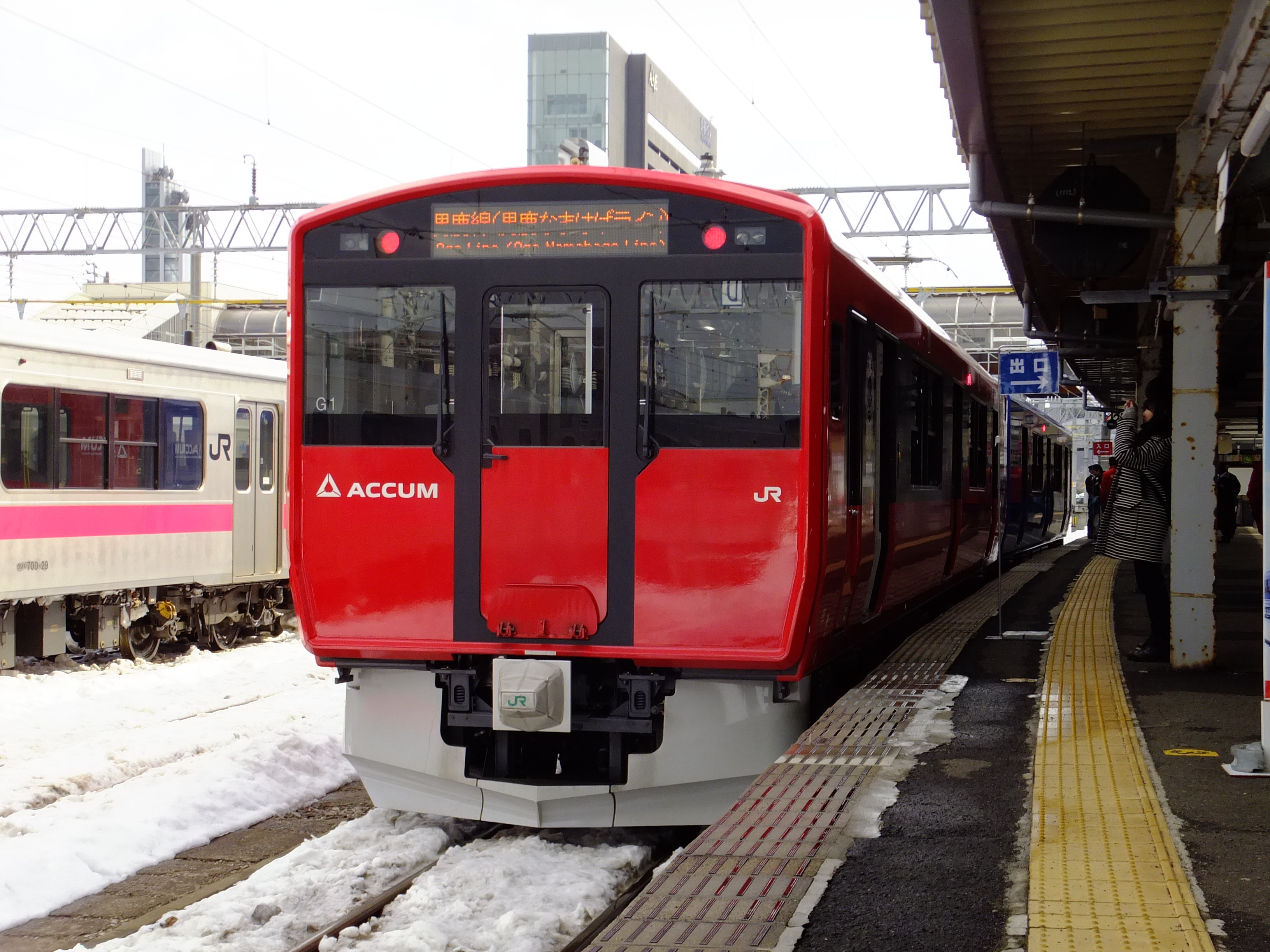
JR East série EV-E801.

La ligne Oga est parcourue par des rames à batteries série EV-E801.